# The Singing Senators
The Singing Senators sont un groupe musical américain a cappella. Ils chantent "Elvira" et chansons de l'amour. Les membres sont les sénateurs américains John Ashcroft (R-Missouri), Sen. Larry Craig (R-Idaho), Sen. James Jeffords (R-Vermont) et Sen. Trent Lott (R-Mississippi). Singing Senator Larry Craig est déjà installé dans le Hall of Fame de l'Idaho.